# Ting C’-Lin
Ting C’-Lin (čínsky pchin-jinem Dīng Zǐlín, znaky 丁子霖; 20. prosince 1936 Šanghaj) je čínská profesorka filosofie v důchodu, disidentka a hlava čínské nátlakové skupiny Matky z Náměstí nebeského klidu (Tiananmen Mothers).

## Životopis

### Mládí a studia
Ting C’-Lin se narodila 20. prosince 1936 v Šanghaji. V letech 1956 až 1960 studovala na Čínské lidové univerzitě v Pekingu a později se stala profesorkou filosofie na stejné univerzitě. Její manžel, Ťiang Pchej-kchun (蔣培坤), pracoval na stejné univerzitě jako vedoucí Institutu estetiky.

### Rok 1989 a založení Matek Tchien-an-men
Její sedmnáctiletý syn Ťiang Ťie-lien byl jedním z prvních zavražděných, když Čínská lidová osvobozenecká armáda zmasakrovala protest na Náměstí nebeského klidu. Sám navzdory zákazu vycházení opustil dům a byl zastřelen v noci 3. června 1989. Ting uvedla, že byl zastřelen pořádkovou policií přímo na Náměstí nebeského klidu, poté byl převezen do Pekingské dětské nemocnice, kde byl prohlášen za „mrtvého při příjezdu“.
V reakci na synovu smrt se Ting pokusila šestkrát o sebevraždu. V říjnu 1989 potkala další matku, jejíž dítě bylo zavražděno během protestů a založila svépomocnou skupinu, která neustále rostla. Vytvořila síť asi 150 dalších rodin, které během masakru na Náměstí nebeského klidu v roce 1989 ztratily syny a dcery, a tato skupina se stala známou jako Matky Tchien-an-men. Tato skupina žádala vládu, aby se omluvila za tyto vraždy. Ting a další členové a členky skupiny následně čelili zatčení, domácímu vězení, odposlouchávání a dalším praktikám.

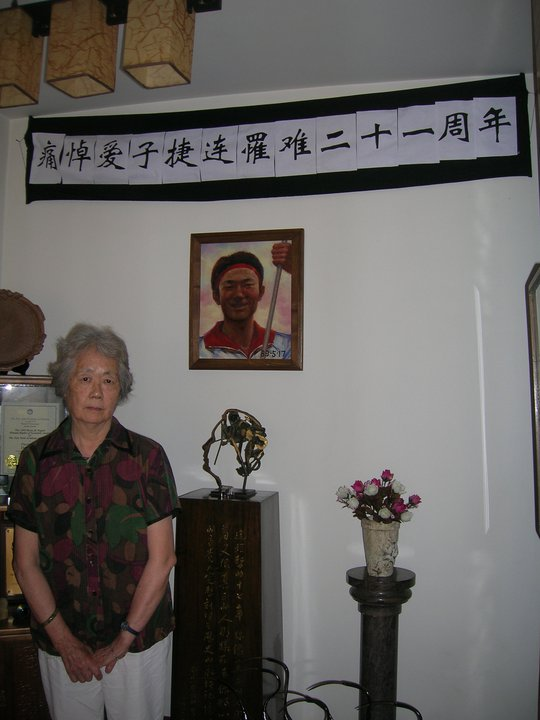
Ting C’-Lin v roce 2009

### Disidentská činnost
Po rozhovoru pro ABC News roku 1991 jí a jejímu manželovi vláda zakázala pracovat v oboru a publikovat výsledky svých prací na půdě Čínské lidové republiky. Jejich členství ve straně bylo zrušeno a samotná Ting byla zadržována více než 40 dní ve vazbě. Poté byla nucena odejít předčasně do důchodu a byla pod neustálým dohledem. 9. září 1994 byla zatčena před univerzitou a na dvě hodiny zadržována za to, že publikovala článek „zraňující čínský lid“ v zahraničních médiích. Totéž se stalo o rok později, když byla se svým manželem zatčena ve městě Wu-si a oba byli zadržováni od 18. srpna do 30. září, údajně kvůli ekonomickým záležitostem. V roce 1996 byl nucen Ťiang Pchej-kchun odejít do důchodu.
Roku 2003 byla skupina Matky Tchien-an-men navržena na Nobelovu cenu míru.
V roce 2004, krátce před 15. výročím masakru, byla spolu s dalšími Matkami Tchien-an-men uvězněna v domácím vězení, aby nemohly uspořádat veřejnou pietu nebo protestovat. Od roku 2004 je tak se svým manželem v domácím vězení.
Roku 2006 jí časopis Time vybral jako jednu ze 60 asijských hrdinů. V únoru 2007 vyhrála cenu PEN klubu za svou knihu Hledání obětí 4. června (Looking for the June 4 victims). Během letních olympijských her 2008 byla nucena opustit Peking, aby se nemohla setkat s novináři.

## Aktivismus
Od smrti jejího syna při protestech na náměstí Nebeského klidu v roce 1989 bojuje Ting C’-Lin za spravedlnost pro oběti tohoto masakru. Její aktivismus přitáhl mezinárodní pozornost a spojení s uznávanými skupinami pro lidská práva, jako jsou Amnesty International, Human Rights Watch a Human Rights in China (česky Lidská práva v Číně). Kvůli úsilí Ting C’-Lin vede Amnesty International politickou kampaň, která vyvíjí tlak na čínskou vládu, aby uznala své pochybení a omluvila se za smrt tolika občanů.
Snaží se také sbírat jména obětí masakru na Náměstí nebeského klidu. V roce 2011 měla údaje o 202 obětech masakru.
Ting C’-Lin a skupiny pro lidská práva požadují, aby čínská vláda přestala označovat protesty studentů z roku 1989 politickým žargonem, jako je „kontrarevoluční vzpoura“.

### Názory
V červnu 2009 v rozhovoru pro Newsweek Ting C’-Lin odsoudila činy a dědictví mnoha historických osobností. Ptala se například, proč nebyl Teng Siao-pching postaven před soud stejně jako bývalý vůdce kambodžských Rudých Khmerů Pol Pot. Byla zklamaná, když americká ministryně zahraničí Hillary Clintonová prohlásila, že úzké čínsko-americké vztahy by neměly být zastíněny lidskými právy. Uznává však, že v roce 1995 jí Hillary Clintonová pomohla k propuštění z jednoho z jejích mnoha uvěznění.
Ting C’-Lin kritizovala bývalého prezidenta USA Billa Clintona pro účast na ceremonii na Náměstí nebeského klidu:
| „                   | Když krev studentů stále neuschla a rány se stále nezahojily... jak si Clinton může stoupnout na červený koberec a sledovat čínské vojáky? | “ |
| — Ting C’-Lin, 2009 | |   |